# Claus Hjort Frederiksen
Pour les articles homonymes, voir Frederiksen.
Claus Hjort Fredriksen, né le 4 septembre 1947 à Copenhague (Danemark), est un homme politique danois membre du Parti libéral du Danemark (V).

## Biographie
Il obtient son baccalauréat en 1966, il décroche une maîtrise de droit six ans plus tard et devient secrétaire du groupe parlementaire du Parti libéral du Danemark en 1973. Il occupe ce poste pendant quatre ans, puis se voit nommé directeur de section au ministère de l'Agriculture. En 1979, il est engagé comme secrétaire pour quatre ans par l'Association générale des employeurs industriels (IAA) et quitte la fonction publique.
En 1983, il devient administrateur du Parti libéral du Danemark mais renonce deux ans plus tard afin de prendre le poste de secrétaire du parti.
En tant que secrétaire du Parti libéral, il est le plus proche conseiller du président du parti, Anders Fogh Rasmussen. Après les élections législatives du 20 novembre 2001, il participe aux négociations destinées à former un nouveau gouvernement, et il est alors pressenti pour rester un simple conseiller. Toutefois, le 27 novembre, il est nommé ministre de l'Emploi dans le nouveau gouvernement.
En octobre 2004, il est investi candidat aux élections législatives pour le Parti libéral. Il est élu député au Folketing lors du scrutin du 8 février 2005. Après l'élection, il est reconduit le 18 février dans ses fonctions ministérielles dans le nouveau gouvernement d'Anders Fogh Rasmussen.
Il est réélu pour un second mandat lors des élections législatives de 2007, et ensuite reconduit comme ministre de l'Emploi dans le troisième gouvernement d'Anders Fogh Rasmussen,.
Quand Anders Fogh Rasmussen devient secrétaire général de l'OTAN et que Lars Løkke Rasmussen devient Premier ministre, Claus Hjort Frederiksen lui succède comme ministre des Finances le 7 avril 2009. Quand Lars Løkke Rasmussen procède le 23 février 2010 à un remaniement ministériel d'ampleur, il fait partie des quelques ministres reconduits dans leurs fonctions. Le 13 mai 2011, il conclut avec les partis de la majorité et le Parti social-libéral un accord pour réduire la période de pré-retraite de 5 à 3 ans, et acccélérer la hausse de l'âge légal de départ à la retraite décidée en 2006.
Il quitte le gouvernement après les élections législatives de septembre 2011 perdues par le bloc de droite, au cours desquelles il est néanmoins réélu pour un nouveau mandat.
Il remporte un quatrième mandat de député au Folketing lors des élections législatives du 18 juin 2015, remportées par le bloc de droite. Le 28 juin, il redevient ministre des Finances dans le nouveau gouvernement de Lars Løkke Rasmussen. 
Le 28 novembre 2016, il est nommé ministre de la Défense après que le Premier ministre ait choisi de former un nouveau gouvernement incluant l'Alliance libérale et le Parti populaire conservateur, jusqu'ici deux partis soutenant le gouvernement sans y participer.
Il redevient un député d'opposition après sa réélection lors des élections législatives de 2019, remportées par le bloc de gauche dirigé par Mette Frederiksen.
Le 7 janvier 2022, il annonce qu'il ne sera pas candidat à un nouveau mandat au Folketing lors des élections suivantes.
Il est mis en examen en janvier 2022, étant accusé de divulgation de secrets d’État pour avoir évoqué dans la presse la collaboration entre le Danemark et la NSA américaine pour espionner des personnalités européennes. Les charges contre lui sont abandonnées le 1er novembre 2023.

## Annexe